# Anabarilius macrolepis
Anabarilius macrolepis е изчезнал вид лъчеперка от семейство Шаранови (Cyprinidae).

## Разпространение
Видът е бил ендемичен за езерото Илонг в Юнан, Китай. Предполага се, че е изчезнал, когато езерото е пресъхнало през 1981 г. в резултат на черпене на вода за селското стопанство.